# أل مكاي
أل مكاي (بالإنجليزية: Al McKay)‏ هو موسيقي ومنتج أسطوانات وكاتب أغاني وعازف قيثارة أمريكي، ولد في 2 فبراير 1948 في نيو أورلينز في الولايات المتحدة.

## وصلات خارجية
- الموقع الرسمي
- أل مكاي على موقع IMDb (الإنجليزية)
- أل مكاي على موقع ميوزك برينز (الإنجليزية)
- أل مكاي على موقع ديسكوغز (الإنجليزية)
- أل مكاي على موقع قاعدة بيانات الفيلم (الإنجليزية)
- أل مكاي على موقع كينوبويسك (الروسية)